# Bozóky István (színművész)

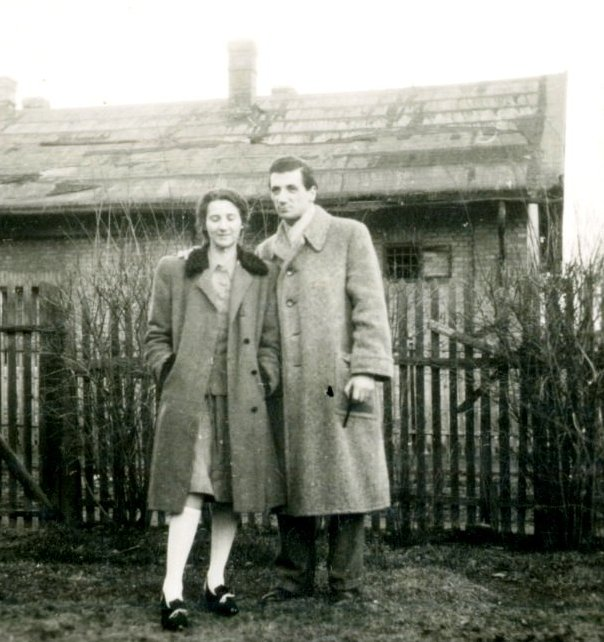
Bozóky István Pestszentlőrincen, az Állami lakótelepen

Bozóky István névváltozata: Bozóki István (Budapest, 1921. január 30. – Budapest, 2001. május 27.) magyar színész, rendező, színházigazgató, dramaturg.

## Életpályája
Az Országos Színészegyesület Színészképző Iskolájának elvégzése után a Madách Színházban, majd 1945-től a Vígszínházban szerepelt. 1946-ban a Nemzeti Színház, majd ezt követően 1949-től az Ifjúsági Színház színésze volt. 1950-től a Miskolci Déryné Színház, a jelenlegi Miskolci Nemzeti Színház igazgatója, 1954-től a Madách Színház főrendezője volt. 1956-ban külföldre távozott. Hazatérése után a Madách Színházba került, de az emigráció miatt nem dolgozhatott a fővárosban, így a győri Kisfaludy Színház tagja lett. Egy év után került a Veszprémi Petőfi Színházba, majd a Szegedi Nemzeti Színházba. 1969-től az Irodalmi Színpad, majd a kecskeméti Katona József Színház tagja volt. 1976-tól szabadfoglalkozású színész volt, nem tartozott társulathoz. 1980-ban megbízták a nyíregyházi Móricz Zsigmond Színház alapításával, s négy évig igazgatta a teátrumot.

## Színházi szerepei
A Színházi adattárban regisztrált bemutatóinak száma (1949–): 59.
- Arthur Miller: Salemi boszorkányok (Francis Nurse)
- Babits Mihály: Laodameia (Iphiklos)
- Balázs Béla: Mozart (Arco gróf)
- Beaumarchais: Figaro házassága (Figaro, Almaviva gróf inasa)
- Bertolt Brecht: Koldusopera (Bicska Maxi)
- Békeffi István–Stella Adorján: Janika (Elemér)
- Bíró Lajos: Felszállott a páva (Ibonics, jegyző)
- Borisz Lavrenyov: Amerika hangja (W. Kidd)
- Csizmarek Mátyás: A borjú (Rendőr)
- Devecseri Gábor: Bikasirató (Társalgó)
- Déry Tibor: Szembenézni (Kakukháza)
- Friedrich Dürrenmatt: A nagy Romulus (Pyramus)
- Füst Milán: Máli néni (Egy vezérigazgató)
- Georg Büchner: Woyzeck (Doktor)
- Grigorij Rosal–Abilda Tazsibájev: Dzsomárt szőnyege (Ajáz)
- Gyárfás Miklós: Játszik a család (Koltay)
- Gyárfás Miklós–Örkény István: Zichy palota (Kék Mihály)
- Györe Imre: Orfeo szerelme (Orfeo)
- Heltai Jenő: A néma levente (Galeotto Marzio)
- Howard Fast: Harminc ezüstpénz (Fuller)
- Hubay Miklós: Akik ifjú szívekben élnek (Az apa)
- Illyés Gyula: Az ozorai példa (Csapó Vilmos nemzetőrőrnagy)
- Jean Giraudoux: Bellaci Apollo (De Bellac)
- Jurij Bondarev: A part (Ditzmann)
- Katona József: Bánk bán (Biberach)
- Kiss Károly: Minden hatalmat! (Savinkov)
- Kornyejcsuk: A nagy műtét (Platon Krecsit, sebész)
- Kornyejcsuk: Ukrajna sztyeppéin (Sztyepan)
- Kőszegi Ábel: Töredék
- Marin Drzic: Dundo Maroje (Hugó)
- Mesterházi Lajos: A tizenegyedik parancsolat (Író)
- Miből élnek itt az emberek?
- Molière: Misanthrope (Philinte)
- Molière: Tudós nők (Ariste)
- Molnár Ferenc: Liliom (Dr. Reich)
- Neil Simon: Hotel Plaza (Pincér)
- Örkény István: Egyperces novellák
- Peter Shaffer: Játék a sötétben (Schuppanzigh, villanyszerelő)
- Pjotr Andrejevics Pavlenko: Boldogság (Voropájev Alexej Venyiaminovics)
- Salamon Pál: Méz a kés hegyén (Akadémikus)
- Sam Shepard: Szerelem bolondja (Öreg)
- Shakespeare: III. Richárd (London lord mayorja)
- Shakespeare: Hamlet (Hamlet)
- Shaw: Caesar és Cleopatra (Caesar)
- Shaw: Pygmalion (Henry Higgins)
- Shaw: Sosem lehet tudni (Valentin dr.)
- Shaw: Szent Johanna (Védő)
- Shaw: Tanner John házassága (Tanner John)
- Somlyó György: A bírák könyvéből (Öregember)
- Sólyom László: Értünk harcoltak (Pálos detektív)
- Szomory Dezső: Szabóky Zsigmond Rafael (Nagypapa)
- Tennessee Williams: Múlt nyáron hirtelen (Dr. Czurkowicz)
- Vas István: Római rablás (Az utas)
- Zágon István–Nóti Károly: Hyppolit, a lakáj (Makáts, főtanácsos)

## Színházi rendezései
A Színházi Adattárban regisztrált bemutatóinak száma (1949–): 54.
| - Huszka Jenő: Mária főhadnagy (József Színház Állatkerti Színpada - 1955) - Sós György: Pettyes (Fővárosi Operettszínház - 1955) - Lev Tolsztoj: Anna Karenina (Kaposvári Csiky Gergely Színház - 1963) - Robert Thomas: Nyolc nő (Vidám Színpad - 1964) - George Bernard Shaw: Az orvos dilemmája (Vígszínház - 1965) - Gyárfás Miklós: Játszik a család (Pesti Színház - 1970) - Kertész Ákos: Névnap (Veszprémi Petőfi Színház - 1975) - Molnár Andrea–Bozóky István: Meseóra (Pécsi Nemzeti Színház - 1979) - William Somerset Maugham: Imádok férjhez menni (Zalaegerszegi Hevesi Sándor Színház - 1984) - Lyle Kessler: Ne hagyj el! (Újpesti Színház - 1995) - Gorkij: Ellenségek (1950) - Borisz Leontyijevics Gorbatov: Apák ifjúsága (1951) - Beaumarchais: Figaro házassága (1951) - Mihajlov–Szamojlov: Titkos háború (1951) - Massz–Cservinszkij: Havasi kürt (1952) - Jaroslav Klíma: A szerencse nem pottyan az égből (1952) - William Shakespeare: Hamlet, dán királyfi (1953) - Csizmarek Mátyás: Bújócska (1954) - Kálmán Imre: Csárdáskirálynő (1954) - Henrik Ibsen: Nóra (1954) - Gorkij: Éjjeli menedékhely (1954) - Eugéne Scribe: Egy pohár víz (1954) - George Bernard Shaw: Sose lehet tudni - Ábrahám Pál: Viktória (1963) - Tennessee Williams: A vágy villamosa (1978) - Dürrenmatt: Fizikusok (1980) | - Darvas Szilárd–Királyhegyi Pál: Lopni sem szabad (1963) - Friedrich Dürrenmatt: Ötödik Frank (1963) - Viktor Rozov: Úton (1965) - Anton Pavlovics Csehov: Három nővér (1966) - Kövesdi Nagy Lajos: Szegény kis betörő (1966) - Illés Endre–Vas István: Trisztán (1966) - Nádasi László: Házasságról szó sem lehet! (1967) - Kövesdi Nagy Lajos: Szegény kis nyomozó (1967) - Katona József: Bánk bán (1968) - Paul Hindemith: Mathis, a festő (1968) - T. S. Eliot: Koktél hatkor (1968) - Gyárfás Miklós: Játszik a család (1969) - Henrik Ibsen: Peer Gynt (1969) - Hubay Miklós: Lélekzetvisszafojtva (1970) - Hubay Miklós: A Szfinx, avagy búcsú a kellékektől (1970) - Hegedüs Géza: Versenyt a szelekkel (1972) - Kaposy Miklós: Ó, Éva, Éva... (1974) - Karinthy Frigyes: Az ezerarcú lélek (1974) - Henri Meilhac–Ludovic Halévy: A gerolsteini nagyhercegnő (1975) - Schwad–De Sylva: Diákszerelem (1975) - Beaumarchais: Figaro házassága (1976) - Vörösmarty Mihály: Csongor és Tünde (1981) - Dalmiro Saenz: Ez aztán szerelem (1982) - Maróti Lajos: Hőhullám (1982) - Shaw: Pygmalion (1982) |

## Filmszerepei

### Játékfilmek
- Semmelweis (1939) – Orvostanhallgató statiszta
- Késő (1943)
- Machita (1943) – Kovács barátja
- Ludas Matyi (1949) – Nyegriczky Bálint (hangja: Szatmári István)
- Különös ismertetőjel (1955) – Csécsey
- Az eltüsszentett birodalom (1956)[7] – Udvarmester
- Keserű igazság (1956)[8]
- Pacsirta (1963) – Főispán
- Harlekin és szerelmese (1966) – Gondnok
- A múmia közbeszól (1967) – Ikertestvér II.
- Fiúk a térről (1967) – Ügyvéd
- Szevasz, Vera! (1967) – Mérő György, Vera apja (hangja: Avar István)
- Imposztorok (1969) – Versényi báró
- Befejezetlen tárgyalás (1969, rövid játékfilm)
- Szép magyar komédia (1970)
- A legszebb férfikor (1971) – Albert
- Hekus lettem (1972) – Forinthamisító
- Szarvassá vált fiúk (1973)
- Jelbeszéd (1974) – Babiczky
- A tanévzáró (1975, rövid játékfilm) – Autós szülő
- Kísértés (1977)
- A ménesgazda (1978)
- Dóra jelenti (1978) – Paul, Sissy élettársa
- Fogjuk meg és vigyétek! (1978) – Osztályvezető
- Megfelelő ember kényes feladatra (1985) – Miniszter

### Tévéfilmek, televíziós sorozatok
- Mi újság Pesten? (1969)
- A fekete város 1-7. (1971 [1972 mozifilmként]) – Trück Sebestyén, lőcsei szenátor
- Az édenen innen és túl (1971)
- Egy óra múlva itt vagyok… (1971) – Német ezredes
- A fekete Mercedes utasai (1972)
- Felhőfejes (1972)
- Kiskirályok 1-2. (1972) – Főkapitány
- Zenés TV Színház: Bob herceg (1972)
- Állomás (1973) – Lieutenant Schnell
- Hasonmás (1973)
- Méz a kés hegyén (1974)
- Téli sport (1974) – A professzor
- A szélhámos (1975) – Estrella
- A zöldköves gyűrű (1975)
- Az Elnökasszony 1-2. (1975)[9]
- II. Richárd (1975) – Sir Pierce of Exton
- János király (1975) – Pembroke
- Soliom bűne (1975)
- A szerelem bolondjai (1976)
- A vád tanúi (1976)
- A vihar (1976) – Alonso
- Faits divers 1-6. (1976)
- Hungária Kávéház (1976) – Diósi Bálint
- Luther Márton és Münzer Tamás (1976)
- Sakk, Kempelen úr! 1-3. (1976)
- A szerelem bolondjai (1977)
- Nyúlkenyér (1977)
- Operabál 13. (1977)
- A Danton-ügy (1978)
- A leváltott és a kinevezett (1978) – Gazdasági igazgató
- Az elefánt (1978) – Mr. Higgins
- Don Juan és a kővendég (1978) – Don Pedro
- Michelson beiktatása (1978)
- A Fejenincs Írástudó – avagy a titokzatos haláleset (1979) – Főhivatalnok
- Gulliver az óriások országában (1979) – Tudós
- IV. Henrik király (1979) – Egy püspök
- Szávitri, az asszonyi hűség dicsérete (1979) – Nárada, égi bölcs
- Vádindítvány (1979)
- Aelita (1980) – Tuszkub
- Az ember evvel a nagy sebével (1980)
- Glembay Ltd. 1-2. (1980)[10] – Dr. Altmann
- Szetna, a varázsló (1980) – Thot, a tudományok istene
- Frère Martin (1981)
- A helytartó (1982)
- Hajnali párbeszéd (1986)
- Linda II. (1986) – Somhegyi, mérnök, Rangström Ferenc nagybátyja, (elítélt a börtönben)
- Gyorsított eljárás (1988) – Ügyész
- Volt egyszer egy úrlovas (1988)
- Az aranygyapjú elrablása (1989) – Aiétész
- Szindbád nyolcadik utazása 1-10. (1989) – El Namam
- A templomos lovagok kincse 1-13. (1992)
- Família Kft. VIII. (1998)

## Szinkronszerepei
| Év   | Cím                             | Szereplő           | Színész          | Szinkron év |
| ---- | ------------------------------- | ------------------ | ---------------- | ----------- |
| 1949 | Veronai szerelmesek             | Sandrini           | Charles Dechamps | 1972        |
| 1959 | A púpos (1. magyar szinkron)    | Peyrolles          | Jean Le Poulain  | 1970        |
| 1962 | Az utcák emlékeznek             | N/A                | N/A              | 1964        |
| 1965 | A rózsák háborúja (tévésorozat) | PlantagenetYork    | Donald Sinden    | 1970        |
| 1968 | Furcsa pár (1. magyar szinkron) | Roy                | David Sheiner    | 1970        |
| 1985 | Szuperhekusok                   | Tanney rendőrfőnök | C. B. Seay       | 1989        |